# Seznam kulturních památek v Sadové (Brno)
Tento seznam nemovitých kulturních památek v části Sadová v městské části Brno-Královo Pole ve městě Brno v okrese Brno-město vychází z  Ústředního seznamu kulturních památek ČR, který na základě zákona č. 20/1987 Sb., o státní památkové péči, vede Národní památkový ústav jako ústřední organizace státní památkové péče. Údaje jsou průběžně upřesňovány, přesto mohou obsahovat i řadu věcných a formálních chyb a nepřesností či být neaktuální. 
Pokud byly některé části dotčeného území vyčleněny do samostatných seznamů, měly by být odkazy na tyto dílčí seznamy uvedeny v úvodu tohoto seznamu nebo v úvodu příslušné sekce seznamu.

## Sadová
| Památka               | Fotografie                                                | Rejstříkové číslo v ÚSKP                                                             | Sídelní útvar                                               | Poloha                                                       | Popis a poznámky |
| --------------------- | --------------------------------------------------------- | ------------------------------------------------------------------------------------ | ----------------------------------------------------------- | ------------------------------------------------------------ | --- |
| Boží muka (Q37021724) | \| \| \| \| \| \|                                         | 35680/7-319 Pam. katalog MIS                                                         | Sadová                                                      | Kociánka, parc. 315/1 49°14′29,54″ s. š., 16°36′32,88″ v. d. | Boží muka. Volná stavba obdélníkového půdorysu prolomená ve střední části otvorem s půlkruhovým záklenkem. Po stranách otvoru po jednom pilastru, ve vrcholu ořímsovaný štít. Nahoře pod (?) nikou oválný otvor pro obrázek. Zastřešeno sedlovou stříškou. Původ kladen do doby kolem roku 1800. Památkově chráněno od 23. března 1964. |
|                       | Kategorie „Column shrine in Sadová “ na Wikimedia Commons | Hledat fotografie a kategorie ve Wikimedia Commons podle rejstříkového čísla památky | Nahrát snímek k tomuto tématu do úložiště Wikimedia Commons |                                                              | |